# Gestión del conocimiento

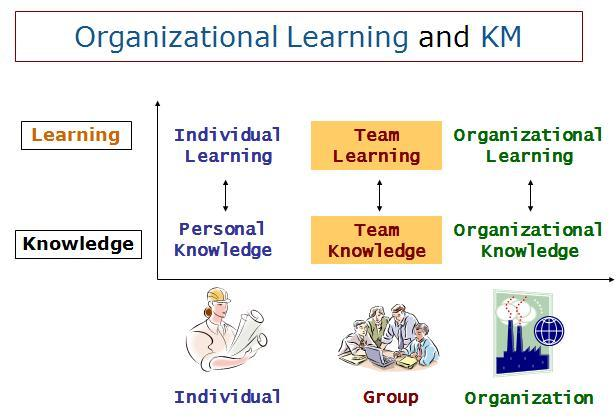
Aprendizaje organizacional y gestión del conocimiento.

La gestión del conocimiento (del inglés knowledge management) es un concepto que surge en 1986 como un fenómeno aplicado en las organizaciones para capacitar. Tiene el fin de transferir el conocimiento desde el lugar donde se genera hasta el lugar en donde se va a emplear (Fuentes, 2010), e implica el desarrollo de las competencias necesarias al interior de las organizaciones para compartirlo y utilizarlo entre sus miembros, así como para valorarlo y asimilarlo si se encuentra en el exterior de éstas. La gestión del conocimiento es diferente a la gestión de la información, aunque tengan cierta relación.
En el ámbito organizacional la gestión del conocimiento se enfoca en que cada uno en la organización sepa lo que el otro conoce con el objetivo de mejorar los rendimientos de las organizaciones.

## Definiciones y características generales

### Definiciones
El concepto de gestión del conocimiento no tiene una definición única, ya que ha sido explicado por diferentes autores de diversas formas de acuerdo con cada perspectiva de análisis, haciendo énfasis en algunas de sus características particulares (Fuentes, 2010: pp. 114-115.)
La definición para el ámbito organizacional se trata de cada uno en la empresa sepa lo que el otro conoce con el fin de mejorar los resultados del negocio (Belly, Pablo, 1999)
El conocimiento reside en el complejo sistema de procesos que da como resultado, la materialización de los bienes o servicios (Cordero Borjas & García Fernández, 2008). Según Múnera y Franco (2002) citado por (García Fernández & Cordero Borjas, 2008), existen dos soportes básicos del conocimiento: 1) El capital humano que interviene en los procesos de producción o de soporte organizacional (formación, capacidades, cualidades personales, entre otras); y 2) La información manejada en dichos procesos, que capacita a estas personas a incrementar su formación o habilidades para el desarrollo de sus tareas. 
Valor intrínseco:
Respecto a estas mismas determinaciones, Nonaka et al. (2000: p.1) y Barney (1991: p.112) consideran que dar al conocimiento la calidad de recurso con la cualidad de ser difícil de imitar, lo hace un elemento raro y a la vez valioso, lo que se constituye en una fuente potencial de ventaja competitiva para las organizaciones.
De acuerdo con lo anterior, se pueden identificar regiones en el mundo donde la acumulación de conocimiento se da en forma sinérgica, de acuerdo a la intensidad de los procesos de aprendizaje colectivo que el mismo territorio y sus diferentes entidades fomentan (Fuentes, 2010 pp.114). Estos procesos de aprendizaje expanden de manera social el conocimiento, pero no solo en las empresas sino en todo el territorio (véase a Grant, 1996: p.376)
De esta forma, el conocimiento forma parte de las competencias esenciales de una zona con intensa dinámica productiva como lo señala Prahalad & Hamel (1990)
La gestión del conocimiento es el proceso que continuamente asegura el desarrollo y la aplicación de todo tipo de conocimientos pertinentes de una empresa con objeto de mejorar su capacidad de resolución de problemas y así contribuir a la sostenibilidad de sus ventajas competitivas (Andreu & Sieber 1999). También se ve como la función que planifica, coordina y controla los flujos de conocimiento que se producen en la empresa en relación con sus actividades y su entorno, con el fin de crear unas competencias esenciales (Bueno, 1999). Además abarca la adquisición y uso de recursos para crear un entorno en el que la información es accesible a los individuos y en el que los individuos adquieren, comparten y usan dicha información para desarrollar su propio conocimiento y son alentados y habilitados para aplicar su conocimiento en beneficio de la organización. (Harman and Brelade 2000). Se centra en la forma de dar a conocer y administrar las actividades relacionadas con el conocimiento, así como su creación, captura, transformación y uso. Su función es planificar, implementar y controlar, todas las actividades relacionadas con el conocimiento y los programas requeridos para la administración efectiva del capital intelectual e incluye la aplicación de perspectivas tácticas y operativas más detalladas respecto a la Gestión del Capital Intelectual.(Wiig, 1997).
La gestión del conocimiento, se orienta en las formas de como capturamos el conocer (construcción de conocimiento tácito), se hace su conversión, se pone a disposición de otros y se reutiliza, de ello se deriva el capital intelectual (banco de conocimiento explicitado). La activación y seguimiento de este proceso permite que emerja y se transmita nuevo conocimiento, de manera que, en la medida que la estructura organizacional facilite la sincronía, cooperación y conectividad entre personas, promoverá un entorno de innovación y creatividad en la gestión conocimiento.

### Características del conocimiento tácito
Gestionar el conocimiento implica verlo como uno de los recursos clave de cualquier organización. Desde esta perspectiva hay que considerar que inicialmente se adquiere y manifiesta mediante habilidades, experiencias e intuiciones de forma tácita. Las propiedades principales del conocimiento tácito son (Fuentes, 2010: pp. 114-115.):
- Intangible. No se puede tocar, manipular, ni cuantificar, sin embargo su aplicación produce efectos observables e incluso medibles.
- No se consume. No disminuye ni se desgasta por el uso.
- Inocuo. El conocimiento por sí mismo no hace daño a nada ni nadie, su interpretación o uso son las actividades que le confieren un fin, sin embargo estas acciones son las que se constituyen en componentes éticos.
- Es multipropósito. Se puede adaptar a diferentes aplicaciones lo que le confiere un valor de uso.
- Es potencial. Su valor de uso depende de un conjunto de competencias y capacidades de la entidad que lo ponga en práctica.
- Es imperecedero. El conocimiento no se daña ni se deteriora. Lo que caduca es su capacidad para ser usado en algún propósito.
- Es acumulable. El conocimiento se puede incrementar en sistemas de trabajo, dispositivos de almacenamiento y en la mente.

### Características del conocimiento explícito
- Transportable. Se puede llevar desde el lugar en que se generó o almacenó hasta el lugar dónde se va a ocupar o almacenar nuevamente, para ello debe hacerlo explícito por medio de información y utilizando un canal de comunicación que es el elemento físico que lo transmite de un punto a otro. Lo anterior implica que se puede incorporar a dispositivos o procesos para después con técnicas de ingeniería inversa se pueda recuperar.

## Antecedentes del estudio del conocimiento
Los precursores Clásicos de la Teoría del Conocimiento se remontan a Protágoras (480-411 a. C.) quien afirmaba que: «El hombre es la medida de todas las cosas, de las que son en cuanto que lo son y de las que no lo son en cuanto que no lo son».
A Platón (428-347 a. C.), quien afirmaba: «la existencia de un mundo de ideas, invariables e invisibles sobre las que es posible adquirir un conocimiento certero».
Pero es hasta Aristóteles (384-322 a. C.), que el conocimiento se ve como: «una adquisición vía directa, mediante la abstracción, o de forma indirecta deduciendo nuevos datos de aquellos ya sabidos, mediante las reglas de lógica».
Estas reglas, fueron expuestas sistemáticamente por él, por primera vez, como ayuda para superar las trampas teóricas de los sofistas.
Entre los fundadores medievales se pueden mencionar filósofos como Valentine Fromm (1601-1675) con su obra Gnosteología, de 1631, a J. Micraelius (1597-1658) con Lexicon philosophicum terminorum pilosophis usitatorum, de 1653 y a Geor Gutke (1589-1634) con Habitus primorum principiorum seu intelligentiae, de 1666.
Como se puede observar el conocimiento, como teoría formal, parte de los estudios medievales de la Gnosteología como una de las disciplinas en que se dividía la Metaphysica. Durante algún tiempo, la tendencia fue usar el vocablo gnoseología, que fue empleado por primera vez en el siglo XVII, con preferencia al de epistemología, luego, por tendencias escolásticas, se usó gnoseología en el sentido general de teoría del conocimiento y epistemología como la disciplina que estudia los fundamentos de verdad que hacen objetivo el conocimiento, con lo que se fundamenta la existencia y el principio del conocimiento científico, diferenciándolo del saber, como algo que se conoce sin tener la certeza de su veracidad.
Es importante señalar que estas formas de utilizar los términos “gnoseología” y “epistemología” para referirse a distintas ramas del estudio del conocimiento ha sido más frecuente en español, italiano, alemán y francés, que en el inglés, por lo que en este último idioma se usan los vocablos gnoseología y epistemología indistintamente. (véase Ferrater, 2002: II. p.1470).
Actualmente, el estudio del conocimiento se ha apartado de la línea “recta” de la investigación gnoseológica, sobre todo en los estudios con el enfoque organizacional (BA Fuentes, 2010 pp. 104-105.), y desde dicha visión Davenport y Prusak (1998: p. 6.) señalan que el conocimiento se produce en y entre seres humanos ya que aunque un ordenador pueda captar y transformar datos en información, sólo el ser humano puede convertir estos datos y esa información en conocimiento.
Como se puede intuir, el conocimiento es parte esencial del ser humano y aunque no se ha podido definir en rigor, las investigaciones sobre el papel que juega dentro de las organizaciones y las economías tiene un amplio repertorio de consecuencias en la teoría de la dirección y más ampliamente en la teoría económica.

## Técnicas de gestión del conocimiento
Usualmente el proceso implica técnicas para capturar, organizar, almacenar el conocimiento de los trabajadores, para transformarlo en un capital intelectual que preste beneficios y se pueda compartir.
En la actualidad, las tecnologías de información permiten contar con herramientas que apoyan la gestión del conocimiento en las empresas, apoyando en la recolección, la transferencia, la seguridad y la administración sistemática de la información, junto con los sistemas diseñados para ayudar a hacer el mejor uso de ese conocimiento.
En detalle, se refiere a las herramientas y a las técnicas diseñadas para preservar la disponibilidad de la información llevada a cabo por los individuos dominantes y facilitar la toma de decisiones, así como reducir el riesgo. Es un mercado del software y un área en la práctica de la consultoría, relacionada con disciplinas tales como inteligencia competitiva. Un tema particular de la administración del conocimiento es que el conocimiento no se puede codificar fácilmente en forma digital, tal como la intuición de los individuos dominantes que viene con años de experiencia y de poder reconocer los diversos patrones del comportamiento que alguien con menos experiencia no puede reconocer.
El proceso de la Administración del Conocimiento, también conocido en sus fases de desarrollo como "aprendizaje corporativo" o "aprendizaje organizacional", tiene principalmente los siguientes objetivos:
1. Identificar, recabar y organizar el conocimiento existente.
2. Facilitar la creación de nuevo conocimiento.
3. Apuntalar la innovación a través de la reutilización y apoyo de la habilidad de la gente a través de organizaciones para lograr un mejor desempeño en la empresa.

La transferencia del conocimiento (un aspecto de la Administración del Conocimiento) ha existido siempre como proceso en las organizaciones. De manera informal por medio de las discusiones, sesiones, reuniones de reflexión, etc., y de manera formal por medio del aprendizaje, el entrenamiento profesional y los programas de capacitación. Como práctica emergente de negocio, la Administración del Conocimiento ha considerado la introducción del principal oficial del conocimiento, y el establecimiento de intranets corporativos, de wikis, y de otras prácticas de la tecnología del conocimiento y de información.

## Gestión del conocimiento profesional
Los profesionales de la gestión del conocimiento pueden utilizar un léxico específico para explicar la dinámica de la transferencia del conocimiento. Por ejemplo en los diez años pasados, Internet ha visto a grupos establecer discusiones sobre el uso del capital intelectual como valor métrico; el significado tácito contra conocimiento explícito o más.

### Diligencias del capital intelectual
La gestión corresponde al conjunto de procesos y sistemas que permiten que el capital intelectual de una organización aumente de forma significativa, mediante la gestión de sus capacidades de resolución de problemas de forma eficiente, la manera de generar ventajas competitivas a través del tiempo.
Si consideramos los mercados antiguos, el principal fuerte estaba sustentado en el manejo de tierras, en otras palabras, la persona que más tierra poseía, era la que podía generar mejores productos. Recordemos la Edad Media, los feudos y los señores feudales. En la actualidad nos encontramos en una sociedad donde los cambios transcurren a un ritmo sorprendente. Lo que hoy día es una ventaja competitiva, mañana se transformará en un requisito del mercado.
En la época actual, en la que mantener una ventaja es casi imposible, es donde las organizaciones deben recurrir a métodos que permitan aumentar estas ventajas. Una de estas ventajas es el conocimiento. La Gestión del Conocimiento tiene por objetivo administrar este conocimiento, logrando que este sea una ventaja competitiva con respecto a sus similares.
La Gestión del Conocimiento analiza desde una perspectiva dinámica el conocimiento existente en la empresa. Esta perspectiva se complementa con las aportaciones de la literatura de capital intelectual, que aborda el análisis del conocimiento desde un enfoque dinámico.
En el campo empresarial, ciertas empresas como Unión Fenosa, Systematic, Carlo Bro o K3 Technologies LLC, desarrollan e implementan programas de gestión del conocimiento y medición del capital intelectual.

## Estructura para las estrategias de Gestión de conocimiento[13]
De acuerdo a las autoras Aportela y Ponjuán en toda organización debe haber dos tipos de estrategia:
- las del Procesamiento del Conocimiento
- las del Procesamiento Organizacional.

Y de acuerdo a los autores McElroy y Firestone, las estrategias son un tipo de conocimiento y en sí mismas constituyen un resultado del Procesamiento del Conocimiento (McElroy y Firestone, 2000 en Aportela y Ponjuán, 2008). Lo que esto nos plantea es que la gestión del conocimiento tiene como uno de sus propósitos que se incremente el procesamiento de información y de conocimiento, este procesamiento de información es previo a la generación de estrategias o de conocimiento. Estas dos autoras también nos mencionan que es importante alinear las estrategias de la organización deben de estar alineadas a las estrategias de gestión del conocimiento, esto con el fin se podría estar asignando un valor a la estrategia de la empresa que puede o no ser objetivo.
Una de las estrategias importante que se debe considerar en las organizaciones es la capacidad que tienen sus individuos y grupos de procesar información, aprender y poder adaptarse para desarrollar conocimiento y poder aplicarlos en su entorno esto se vuelve una estrategia fundamental para el desarrollo de cualquier organización, lo que le permitirá seguir, sobrevivir, desarrollarse e innovar lo que Aportela y Ponjuán llaman "innovación sostenible".
McElroy y Firestone han diseñado una estructura para las estrategias de gestión de conocimiento, que abarca tanto la dimensión del suministro, la de la demanda, como ambas en el Procesamiento del Conocimiento, relacionadas con los tipos de intervenciones que podrían llevarse a cabo (McElroy y Firestone, 2000). Dicha estrategia nos presenta una matriz para determinar las acciones de acuerdo al procesamiento de información y el tipo de intervenciones, de acuerdo a estos autores las intervenciones pueden ser:
- Intervenciones sociales. Estas hacen referencias a como se desarrollan las relaciones o la cultura de la organización.
- Intervenciones tecnológicas. Estas hacen referencia a implementaciones y actualizaciones de las tecnologías de la organización.
- Intervenciones Socio tecnológicas. Es la mezcla de las dos anteriores.

## Práctica
La gestión del conocimiento intenta poner de relieve la ventaja competitiva que se da con el mejoramiento o el aprendizaje más rápido y crear nuevo conocimiento. El interés en la gestión del conocimiento se está conduciendo en parte por:

### Velocidad de la conectividad
- Contenido creciente del conocimiento en productos y servicios.
- Ciclos más cortos de desarrollo de productos nuevos.
- La sobrecarga de la información como generación prolífera del conocimiento.
- Peticiones por parte de individuos para apoyarse en la experiencia de las personas a través de la organización.

Desde su adopción por parte de la comunidad de negocios y de la población, Internet ha conducido a un aumento de la colaboración creativa, el aprendizaje e investigación, comercio electrónico, e información inmediata. Con las tecnologías mejoradas, se han ido los días de estantes polvorientos, de mensajes imperfectos o deformados y del correo lento. En numerosos aspectos, la práctica de la gestión del conocimiento continuará desarrollándose con el crecimiento de los usos de la colaboración disponibles por las tecnologías de la información y a través de Internet.
La educación en línea, las discusiones en línea, y el software de colaboración son ejemplos de los usos de la administración del conocimiento que apoyan su proceso. Cada uso puede ampliar el nivel de la investigación disponible para un empleado, mientras que proporciona una plataforma para alcanzar metas o acciones específicas.

## Ciclo de Vida del Conocimiento (CVC)
Según McElroy ( El conocimiento se produce en los sistemas sociales, a través de las personas y del proceso de compartir que ocurre con regularidad entre ellas. Dicho proceso en un nivel organizacional, puede describirse mediante el llamado ‘Ciclo de Vida del Conocimiento’ (CVC) que no constituye un modelo, sino un esquema que permite situar los diferentes modelos en contexto. Gran parte de las acciones que se realizan están diseñadas para incidir en él, de lo contrario no es Gestión del Conocimiento. El CVC comienza con la detección de problemas en el contexto del Procesamiento Organizacional: mientras las personas están ocupadas en desarrollar los procesos organizacionales, experimentan determinadas faltas en sus conocimientos de cómo lograr determinada acción u objetivo. Finaliza, con la elección de peticiones de conocimiento nuevamente validadas, creencias y predisposiciones de creencias en la Base del Conocimiento Organizacional Distribuido** (BCOD) y sus soportes. El uso del conocimiento que le sigue ocurre dentro del contexto del Procesamiento Organizacional y no del Procesamiento del Conocimiento; y es durante él que surgen y se detectan los nuevos conflictos. 
Las etapas principales del proceso de gestión del conocimiento son almacenar, recopilar, estructurar, compartir, controlar, generar, distribuir, codificar, utilizar y explotar.

## Proceso de la Gestión del Conocimiento; modelo de William R. King[15]
De acuerdo con King, la gestión del conocimiento presenta un ciclo para su mejor procesamiento. El primer paso que King plantea tiene dos vertientes: La creación es la primera, que se refiere a socializar, externar y reflexionar el conocimiento, ya sea para generar nuevo conocimiento de la organización o sustituir uno ya existente. La segunda vertiente es la Adquisición, en esta interviene la búsqueda, localizar la fuente del problema o del conocimiento, o bien injertar un conocimiento externo.
El siguiente paso en el ciclo tiene que ver con el refinamiento del conocimiento, en este se explica, se adapta, se organiza y se uniforma, se evalúa y se analiza que ha de conservarse y documentarse. Este proceso es el marca el vínculo con el siguiente paso que es la memoria, es decir la parte donde se forman los repositorios de conocimiento de la organización.
Después de la memoria viene el proceso de compartir o transferir el conocimiento. Cuando se habla de compartir es solo poner a disposición de cualquiera el conocimiento; por otra parte cuando se refiere a transferencia, es que el conocimiento se le transmite directamente a un colaborador en específico. Esto para llegar al parte de la utilización del conocimiento en la organización, el cual puede usarse para elaborar, y generar innovación, conocimiento individual, resolución de problemas de forma colaborativa, o conocimiento de reutilización.
La última parte del proceso tiene que ver con el desempeño de la organización, el cómo incide la gestión del conocimiento en el desarrollo y el manejo de la organización, para nuevamente iniciar el ciclo en caso necesario y tantas veces se requiera.

## Modelos o enfoques aplicados a la Gestión del conocimiento

### Modelo de las cuatro fases de Nonaka y Takeuchi (1995)[16][17]
Este modelo contempla que la generación de conocimiento se basa en el intercambio de información y la constante interacción entre los tipos de conocimiento (tácito y explícito):
- Socialización (de tácito a tácito): experiencias y capacitaciones.
- Exteriorización (de tácito a explícito): el conocimiento se hace tangible.
- Combinación (de explícito a explícito): intercambio de conocimiento explícito.
- Interiorización (de explícito a tácito): interiorizar el conocimiento explícito.

Concibe la gestión del conocimiento como un proceso de interacción entre conocimiento tácito y explícito que tiene naturaleza dinámica y continua (Bueno, 1999). muchas organizaciones lo aplican incluso sin tenerlo presente. Los factores fundamentales que se deben considerar por parte de la organización son la misión, visión y valores. La sistematización, estandarización y almacenamiento de los conocimientos, así como facilitar el acceso al mimo es fundamental para la aplicación de este modelo y cualquier otro en instituciones de educación superior. Una estrategia correcta para aplicar este modelo, es escribir todo lo que se realiza sea representativo o no y publicarlo en un lenguaje común a la organización (conocimiento explícito). Parte del conocimiento no es codificable, este siempre estará en la cabeza de las personas en forma de experiencias (conocimiento tácito), para acceder a éste se deben establecer canales apropiados entre todos los elementos que constituyen la organización.

### Modelo de Arthur Andersen (1999)[19]
Este modelo tiene como objetivo fundamental el identificar donde radican oportunidades y fortalezas en cuanto a la administración del conocimiento. Se basa en que dentro de una organización existen 4 fuentes que influyen en la administración que se haga del conocimiento: 
- Liderazgo: alineación de objetivos estratégicos y administración de conocimiento.
- Cultura: cómo la organización enfoca y favorece el autoaprendizaje.
- Tecnología: medios que permiten que la información fluya rápidamente.
- Medición: como se mide su capital intelectual y recursos de conocimiento.

La aplicación de este modelo en una organización o institución debe tomar en consideración ciertos elementos para la aplicación correcta de este modelo:
- Cultura organizacional que fomente la comunicación, flexible y abierta a cambios.
- Infraestructura tecnológica que permita compartir el conocimiento.
- El respaldo de la gerencia y las autoridades.
- Definición clara de los objetivos.

Este es un modelo un poco más reciente, reconoce la necesidad de acelerar el flujo de la información que tiene valor. La información altamente valorada fluye en sentido empresa-personas y personas-empresa, de modo que puedan usarla a fin de crear valor. Hace énfasis en la responsabilidad personal de compartir y hacer explícito el conocimiento para la institución. Invita a crear los procesos, la cultura, la tecnología y los sistemas que permiten capturar, analizar, sintetizar, aplicar, valorar y distribuir el conocimiento.

## Minería de datos
La minería de datos (también llamada extracción de datos), es la práctica (por medios automáticos o semiautomáticos) de buscar y explorar en grandes almacenes de datos dando por resultado el descubrimiento de patrones y reglas significativas. Para hacer esto, la minería de datos utiliza técnicas de cómputo de la estadística, de automatización de conocimientos y del reconocimiento de patrones (ver sistemas de datos de una sola fuente, information resources Inc.)

## Definiciones relacionadas
- Capital intelectual: los activos intangibles de una compañía que contribuyen a su valuación.
- Oficial principal del conocimiento: ejecutivo responsable de maximizar el potencial del conocimiento de una organización.
- Gestión del conocimiento del personal: la organización de los pensamientos y de la creencia de un individuo.
- Administración del conocimiento de la empresa: la estrategia, el proceso o las tecnologías usados para adquirir, compartir y reutilizar el conocimiento y entendimiento de una empresa.

## Memoria corporativa
La memoria corporativa (corporate memory) se puede definir como el cuerpo total de los datos, de la información y de los conocimientos requeridos para dar a conocer los objetivos estratégicos de una organización. Una memoria corporativa es la combinación de un depósito (el espacio donde se almacenan los objetos y los artefactos), y la comunidad (la gente que interactúa con esos objetos para aprender, tomar decisiones, y entender el contexto).
La memoria corporativa se puede subdividir en los siguientes tipos:
- Profesional (material de referencia, documentación, herramientas, metodologías).
- Compañía (estructura de organización, actividades, productos, participantes).
- Individual (estado, capacidades, conocimientos técnicos, actividades).
- Proyecto (definición, actividades, historias, resultados).

Las decisiones clave a tomar cuando exploramos la Memoria Corporativa son:
- ¿Qué representación del conocimiento se utilizará? (historias, patrones, casos, reglas, lógica del predicado...).
- ¿Quiénes serán los usuarios? ¿cuál es su información y necesidades de aprendizaje?
- ¿Cómo cerciorar seguridad y a quién le será concedido el acceso?
- ¿Cómo integrarla de la mejor manera posible con fuentes existentes, almacenes y sistemas?
- ¿Qué asegura que su contenido actual es correcto, aplicable, oportuno y escardado?
- ¿Cómo motivar a los expertos a que contribuyan?
- ¿Qué hacer sobre vivencias efímeras?, ¿cómo capturar escritos informales, por ejemplo correo electrónico y mensajes instantáneos?

Los términos alternativos y relacionados son: memoria de organización, memoria del grupo, base de conocimiento, depósito del conocimiento.
La mayoría de los esfuerzos comerciales de la administración del conocimiento han incluido la construcción de una cierta forma de memoria corporativa para capturar destreza, para apresurar el aprendizaje, para ayudar a la organización a recordar, para registrar el análisis razonado de la decisión, logros del documento o para aprender de las últimas fallas.

### Base del conocimiento Organizacional Distribuido/Repositorios de conocimiento
Según las investigadoras del Instituto de Información Científica y Tecnológica de La Habana, Cuba, Ivett María Apártela Rodríguez y Gloria Ponjuán Dante, "la combinación del conocimiento subjetivo y objetivo en una organización puede concebirse como su Base del Conocimiento Organizacional Distribuido", el cual abarca todos los resultados del conocimiento, incluyendo los resúmenes informativos sobre los mismos.
En su artículo titulado "La Segunda Generación de la Gestión del Conocimiento: un nuevo enfoque de la gestión del conocimiento", ambas autoras afirman que la Base del Conocimiento Organizacional Distribuido se manifiesta por medio de los llamados "repositorios de conocimiento", que están constituidos por gestores (individuales o grupales) y objetos (documentos, programas, etc.) Aclaran que el conocimiento de los gestores, es el conocimiento subjetivo; mientras que el plasmado en los objetos, es el conocimiento objetivo.
Los repositorios de conocimiento, explican, sirven como base para descubrir y mapear el conocimiento se encargan de conservar y reflejar las peticiones de conocimiento producidas en los Ciclos de Vida del Conocimiento. Son la interfaz entre los resultados del Procesamiento del Conocimiento (la BCOD) y el cual las personas durante la ejecución de su trabajo toman decisiones y realizan acciones.

## Arquitecturas y herramientas
En una arquitectura de GC encontramos distintas herramientas y servicios que configuran como resultado final una solución GC completa.
Como herramientas que dan apoyo a la GC dentro de las empresas podemos diferenciar 3 grupos o conjuntos:
- Grupo 1 - Herramientas de trasmisión inmediata: Son herramientas que permiten transmitir el conocimiento explícito de forma fácil al conjunto de miembros de una misma empresa. Las Wikis son buen ejemplo de este tipo de herramientas o la propia Wikipedia. Estas pertenecerían a una arquitectura principal que podría estar en el grupo 2.

- Grupo 2 - Herramientas y servicios de gestión del conocimiento interno: Son aquellos componentes dentro de una arquitectura que gestionan, analizan, buscan y distribuyen información.

- Grupo 3 - Herramientas y servicios de gestión del conocimiento externo: Al igual que en el grupo 2 son componentes que gestionan, analizan, buscan y distribuyen, pero en este caso también hay que añadir que localizan y extraen, dado que su misión principal es la localización y extracción de información relacionada con la empresa pero que está en el exterior de esta (principalmente en Internet o en otros soportes más tradicionales de contenidos) y que por lo tanto en algunas ocasiones la empresa puede ser ajena a esta y no tener conocimiento de su existencia.

Otras estrategias de gestión de conocimiento incluyen:
- Recompensas (para motivar el intercambio de conocimiento)
- Contar historias (como medio de transferir conocimiento tácito) o storytelling
- Mapeo de conocimiento
- Comunidades de prácticas
- Directorio de expertos (para ayudar al buscador de conocimientos a llegar a los expertos)
- Evaluación de acciones
- Transferencias de buenas prácticas
- Ferias de conocimiento
- Gestión de competencias
- Proximidad y arquitectura
- Repositorios de conocimiento
- Tecnologías colaborativas
- Agentes de Conocimiento (algunos miembros organizacionales toman la responsabilidad por un "campo" específico y actúan como primera referencia sobre con quién hablar sobre un tema específico).

## Claves para el éxito de un Programa de Gestión del Conocimiento
- Las acciones para desarrollar la gestión del conocimiento deben corresponderse con la estrategia de la compañía.

- Realizar un estudio de las actividades de la empresa para concentrar los esfuerzos en las que generan ventajas competitivas.

- Transformar el conocimiento implícito en explícito.

- Asegurar que la recogida, almacenamiento y recuperación del conocimiento, es realmente la que produce un aumento de valor en la empresa.

- Asegurarse de que la herramienta escogida para el almacenamiento y recuperación es la más cercana a la ideal.

- Transmitir el conocimiento recolectado a toda la organización.

- La gerencia debe estar en disposición de apoyar las iniciativas que se desarrollen como resultado del proceso.

## Capital de Innovación Social
Las autoras Aportela y Ponjuán definen "El Capital de Innovación Social se refiere a la capacidad social de una organización de innovar, producir e integrar nuevo conocimiento, como un componente de sus valores. Constituye la forma más valiosa de Capital Intelectual, pues es la única que tiene como propósito la creación de las restantes formas de Capital Intelectual, incluido él mismo".
El fin de la Gestión del Conocimiento(GC) como nos explican Aportela y Ponjuán en su definición de Capital de Innovación Social es el de crear productos que generan un nuevo valor como lo son:
- Patentes
- Marcas registradas
- Copyright
- IP

De igual manera Aportela y Porjuán describen la Segunda Generación de la GC, con su visión del Procesamiento del Conocimiento como un proceso social en sí mismo, puede hablar en términos coherentes sobre el valor de la Producción e Integración del Conocimiento como un aspecto importante a considerar en el cálculo de los valores del Capital Intelectual en una entidad. En la actualidad, los esquemas de medida y reporte del Capital Intelectual que no tomen en cuenta el Capital de Innovación Social y que no reflejen explícitamente el valor económico del CVC están incompletos"

## Estrategia de Gestión de Conocimiento y Medición
- La auditoría en la GC es, usualmente, el primer paso en muchas de las iniciativas de GC puesto que sirve para inventariar que recursos de conocimiento intensivo existen dentro de una compañía. Esto provee una foto instantánea del “cómo está” o el estado actual de la organización en cuanto a GC. Fuera de eso, las auditorías ayudan a medir el progreso hacia metas específicas o cambios en la cultura organizacional.
- Las dos aplicaciones más comúnmente encontradas en GC son la reutilización y la innovación.
- Es crucial que un balance sea mantenido entre la fluidez y la institucionalización dentro de cualquier organización.
- Lecciones aprendidas y mejores prácticas son los lados opuestos de la misma moneda- ellas representan los resultados acumulados y el 	aprendizaje a través de experiencia de ensayo y error que las organizaciones han acumulado.
- Sistemas de memoria organizacional sirven para identificar y preservar lecciones valiosas y mejores prácticas.
- Amnesia Corporativa es un riesgo cuando no existe un enfoque sistemático que haya sido implementado para crear sistemas de memoria organizacional.
- Activos intelectuales generalmente son caracterizados como capital humano, capital estructural capital relacional (con los clientes).
- Un número de técnicas sofisticadas para mediciones de GC están disponibles 	para establecer que tan bien una organización esta progresando. Estas 	incluyen (puntos de referencia) becnmarking, el método balanceado de la tabla de resultados (Balanced Scorecard), y la casa de matriz de calidad (House of Quality Matriz).[22]